# Theodore Roberts
Theodore Roberts (8. oktober 1861 i San Francisco, Californien – 14. december 1928 i Hollywood, Californien) var en amerikansk stumfilmskuespiller. Han var i årtier teaterskuespiller, før han fandt sig til rette i stumfilmen. På scenen spillede han i 1890'erne, sammen med Fanny Davenport i hendes skuespil Gismonda (1894) og senere i The Bird of Paradise (1912) med skuespilleren Laurette Taylor. Han startede sin filmkarriere i 1910'erne i Hollywood, og var ofte med i film instrueret af Cecil B. DeMille. Han blev begravet op Hollywood Forever Cemetery.
Han var fætter til skuespilleren Florence Roberts.

## Udvalgt filmografi
| År   | Titel                          |
| ---- | ------------------------------ |
| 1914 | The Ghost Breaker              |
| 1914 | The Man from Home              |
| 1914 | What's His Name                |
| 1914 | The Call of the North          |
| 1915 | Temptation                     |
| 1915 | The Arab                       |
| 1915 | The Wild Goose Chase           |
| 1915 | The Captive                    |
| 1915 | The Unafraid                   |
| 1915 | After Five                     |
| 1915 | The Girl of the Golden West    |
| 1916 | The Trail of the Lonesome Pine |
| 1916 | The Dream Girl                 |
| 1916 | Common Ground                  |
| 1917 | Nan of Music Mountain          |
| 1917 | The Devil-Stone                |
| 1917 | The Little Princess            |
| 1917 | Joan the Woman                 |
| 1918 | The Squaw Man                  |
| 1918 | We Can't Have Everything       |
| 1918 | Old Wives for New              |
| 1918 | M'Liss                         |
| 1918 | Arizona                        |
| 1919 | Male and Female                |
| 1919 | For Better, for Worse          |
| 1919 | Don't Change Your Husband      |
| 1919 | What Every Woman Learns        |
| 1920 | Something to Think About       |
| 1920 | Suds                           |
| 1920 | Judy of Rogue's Harbor         |
| 1921 | Forbidden Fruit                |
| 1921 | Sham                           |
| 1921 | The Affairs of Anatol          |
| 1921 | Hail the Woman                 |
| 1922 | Across the Continent           |
| 1922 | Saturday Night                 |
| 1923 | Grumpy                         |
| 1923 | The Ten Commandments - Moses   |